# Doris Allen
Doris Twitchell Allen (Old Town, 8 ottobre 1901 – Virginia, 7 marzo 2002) è stata una psicologa statunitense, fondatrice di Children's International Summer Villages (ora diventato CISV International), una organizzazione globale dedicata a promuovere la pace e la comprensione interculturale tra ragazzi e adulti. Durante la sua vita si è specializzata nello studio e sviluppo e dello psicodramma. Era sposata con Erastus S. Allen, un avvocato per Procter & Gamble.

## Biografia

### Vita
Doris Frances Twitchell nacque l’8 ottobre 1901 a Old Town nello stato del Maine. Sua madre Cora May Twitchell era un’insegnante della scuola elementare mentre il padre Asa Howard Twitchell era un medico. Dopo aver conseguito lauree in chimica e biologia all'Università del Maine (AB 1923, MA 1926), la Allen ottenne un dottorato in psicologia presso l'Università del Michigan, dove divenne membro della società onoraria nazionale Phi Kappa Phi e completò il percorso post lauream nel 1932 presso l'Istituto di Psicologia dell'Università Humboldt di Berlino. Divenne Fellow e Diplomate dell'American Board of Professional Psychology, e ricoprì il ruolo di presidente di commissione e consiglio di amministrazione dell'Ohio Psychological Association (1943-1948 e 1966-1969), quello di Consigliere esecutivo e Vicepresidente dell'American Society of Group Psychotherapy and Psychodrama (1964-1971) e di tesoriere e presidente del Consiglio internazionale degli psicologi, il primo dal 1948-1950, ed il secondo dal 1969 al 1971. La Allen sposò Erastus Smith Allen, un avvocato specializzato in brevetti, con il quale in seguito ebbe un figlio, Erastus Twitchell Allen. È morta il 7 marzo 2002 in Virginia, all’età di 100 anni.

### Istruzione e carriera
Dopo aver frequentato le scuole primarie e secondarie locali, la Dott.ssa Allen fu ammessa all’Università del Maine e nel 1923 ricevette la laurea in chimica. Dopo che a suo padre fu diagnosticata una malattia terminale, la dottoressa Allen decise di rimanergli accanto continuando gli studi presso l’Università del Maine. Nel 1926 conseguì un master in biologia. Durante gli studi all'Università del Maine, la Allen seguì uno dei corsi sulla psicologia dell'educazione, sviluppando un interesse per il comportamento umano e la mente. Seguendo questa passione, la dottoressa Allen lavorò per un anno presso il Bureau of Educational Research, dove condusse vari studi nel campo dell'istruzione. La Allen si iscrisse quindi al programma di psicologia clinica all'Università del Michigan, dove fu supervisionata da Clarence Yoakum e studiò con gli psicologi Louis Thurstone e Walter Pillsbury. La Allen fu influenzata ideologicamente dal lavoro degli psicologi comportamentali Kurt Lewin e Wolfgang Köhler. Dopo il ricevimento del dottorato di ricerca in psicologia nel 1930, la Allen continuò a lavorare per un anno presso l'Università del Michigan come assistente di ricerca. Nell’istituto di Psicologia di Kurt Lewin, la dottoressa Allen contribuì alla ricerca teorica nel campo dell’istruzione. Inoltre lavorò come direttrice del laboratorio della Child Education Foundation di New York dal 1932 al 1935.
Dopo il matrimonio, la Allen si trasferì con il marito a Cincinnati, dove lavorò come psicologa nell'ospedale pediatrico della città (1936-1947). A metà degli anni '40, la Allen accettò un incarico come direttore psicologo presso il Longview State Hospital di Cincinnati. Vi rimase fino al 1957 e durante questo periodo iniziò a sperimentare una forma di terapia di gruppo che combinava lo psicodramma con la psicologia. sviluppò diversi test di valore nel campo della psicologia e dell'educazione, tra cui il “Social Learning in the Schools Through Psychodrama project"  e il “Twitchell-Allen Three-dimensional Personality Test" utilizzato nel CISV per la ricerca e la pratica clinica a scopo di ritrarre le dinamiche della personalità, indipendentemente dall'età o dalla cultura. Durante gli anni '40, condusse anche delle ricerche sulle capacità mentali dei pazienti epilettici. Dal 1962 fino al pensionamento, ricoprì il ruolo di professoressa di psicologia presso l'Università di Cincinnati e professoressa di psicodramma presso l'Università del Maine.

## Fondatrice del CISV

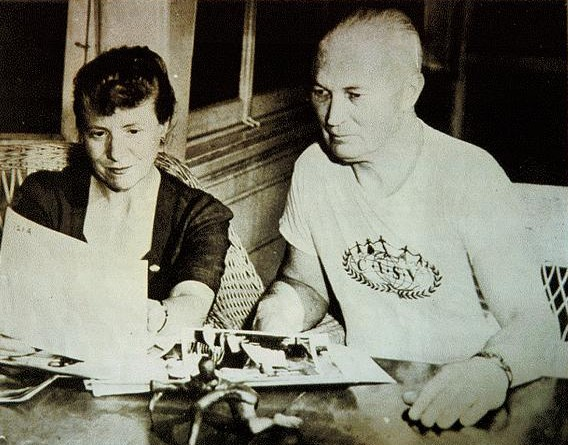
Doris e suo marito (con addosso la maglia del CISV) nel 1961.

“… Come psicologa specializzata nello sviluppo e nella crescita, sapevo che potevamo capovolgere la nostra prospettiva e guardare ai bambini come potenziali attori del cambiamento sociale. Sapevo che il modo in cui avrebbero preso le loro decisioni da adulti si sarebbe basato su atteggiamenti ed emozioni sviluppati negli anni pre-adolescenziali. Sapevo che l’ultima speranza per una pace duratura era affidata proprio ai bambini.” -Doris Allen
Sulla scia della seconda guerra mondiale, la Allen ebbe l'idea di un'organizzazione che promuovesse la conoscenza e la comprensione interculturale per la creazione della pace in un mondo che aveva visto molte guerre. Con il sostegno e la partecipazione di marito, figlio e altre persone, Doris Allen sviluppò il modello di un "villaggio" multinazionale, in cui i bambini provenienti da diversi paesi potessero incontrarsi ed esplorare le loro differenze e somiglianze. La Allen riteneva che l'esperienza del villaggio avrebbe dovuto essere studiata e documentata in modo completo, in modo da contribuire alla ricerca e al dialogo globale nel campo dell’educazione.
Oltre a fondare CISV, Doris Allen ne ha ricoperto il ruolo di presidente internazionale (1951-1956), trustee (1956-1965), presidente della ricerca (1951-1967) e consigliere onorario (1965-2002), ed è stata contemporaneamente Presidente (1956- 1965), Research Chair / Co-Chair (1956-1969) e Life Trustee (1970-2002) di CISV USA. Ha inoltre fondato l'ISSE Archiviato il 4 aprile 2018 in Internet Archive. (International School to School Experience) nel 1971, per ampliare la base del CISV raggiungendo più bambini attraverso gli scambi delle scuole elementari, ed è anche stata presidente del Comitato esecutivo ISSE internazionale (1972-1982). Per il resto della sua vita, Doris Allen ha continuato a dedicarsi alla cura e alla crescita dell'organizzazione. Ha prestato servizio in numerose organizzazioni di volontariato.

## Riconoscimenti

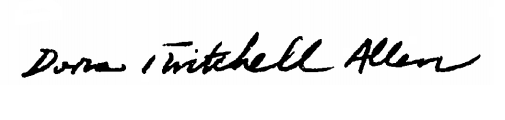
Riproduzione della firma di Doris Twitchell Allen.

L'enorme contributo di Doris Allen alla comprensione e alla ricerca internazionale ha ricevuto diversi riconoscimenti formali anche da parte di governi e istituzioni. Le sono stati conferiti quattro dottorati onorari per il lavoro per la pace internazionale con il CISV e per la sua carriera come psicologa infantile. Il successo negli scambi internazionali con il CISV è stato riconosciuto nel 1956 quando è stata nominata membro della Conferenza della Casa Bianca. Nel 1953, ha ricevuto la medaglia d'oro dalla città di Stoccolma per il  "lavoro eccezionale nelle relazioni internazionali".
Il suo lavoro nelle relazioni internazionali attraverso il CISV è stato riconosciuto dal Consiglio Internazionale degli Psicologi (1962) e dal governo del Guatemala, che le ha assegnato l'Ordine del Quetzal nel 1976. Nel 1999 Doris Allen è stata uno dei cinque cittadini statunitensi riconosciuti dalla Coca-Cola Company nel  “People At The Best Awards” per il contributo alla comunità per "promuovere la comprensione e l'amicizia tra i bambini di diversi paesi".
Doris Allen è stata anche nominata per i seguenti premi e riconoscimenti: un Premio Nobel per la pace (1979, The Year of the Child); la Freedom Medal (1999), un riconoscimento conferito dal Presidente degli Stati Uniti d'America; il Premio dell'Aia per la pace (2001); e il Premio UNESCO per l'educazione alla pace (2001). I complessi residenziali i per studenti ” Doris Twitchell Allen Village” (DTAV) presso l'Università del Maine hanno preso il nome da lei.